# Catocala androphila
Catocala androphila är en fjärilsart som beskrevs av Achille Guenée 1852. Catocala androphila ingår i släktet Catocala och familjen nattflyn. Inga underarter finns listade i Catalogue of Life.